# ناحیه کوپرستون، شهرستان براون، ایلینوی
ناحیه کوپرستون، شهرستان براون، ایلینوی (به انگلیسی: Cooperstown Township) یک منطقهٔ مسکونی در ایالات متحده آمریکا است که در شهرستان براون، ایلینوی واقع شده‌است. ناحیه کوپرستون ۳۱۱ نفر جمعیت دارد و ۱۹۱ متر بالاتر از سطح دریا واقع شده‌است.